# Kyphoplastie

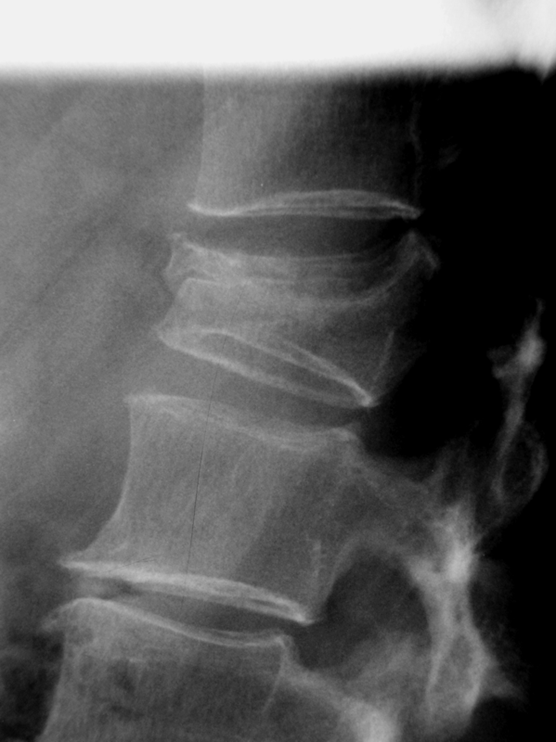
Gebrochener Lendenwirbel

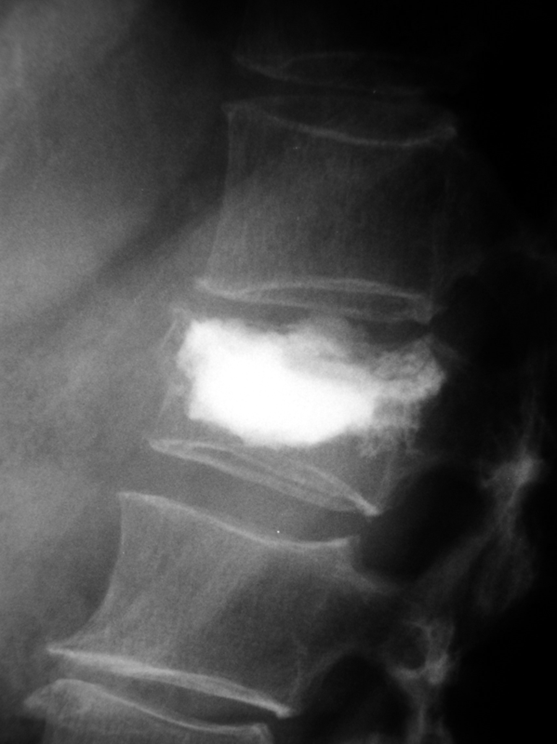
Derselbe Wirbel nach Kyphoplastie

Die Kyphoplastie ist ein minimalinvasives Verfahren zur Behandlung von Wirbelbrüchen. Heute gibt es das Verfahren in zwei Ausprägungen: als substanzzerstörende Ballon-Kyphoplastie (BKP) und als substanzerhaltende Radiofrequenz-Kyphoplastie (RFK).
Bei der ursprünglichen, substanzzerstörenden Technik werden über zwei Kanülen mit einem Durchmesser von ca. 4 mm jeweils Ballons in den gebrochenen Wirbel eingeführt. Durch Auffüllen der Ballone mit einem Kontrastmittel wird anschließend der zusammengebrochene Wirbel teilweise aufgerichtet, jedoch zum Preis der Verdrängung gesunder, intakter Spongiosa. Anschließend wird der Wirbel fixiert, indem in die entstandene Höhle ein Knochenzement eingespritzt wird, der innerhalb weniger Minuten aushärtet und damit den gebrochenen Wirbel stabilisiert. Gegebenenfalls verbleiben neben dem Knochenzement andere Implantate wie Container, Stents etc. als zusätzliche Fremdkörper im Wirbel zurück.
Substanzerhaltende Techniken benötigen in der Regel lediglich einen monopedikulären (= einseitigen) Zugang zum gebrochenen Wirbelkörper. Anschließend wird mit einer flexiblen (biegsamen) Nadel der Wirbelkörper präpariert, gegebenenfalls werden vereinzelte Zementbahnen angelegt (= Postament). Abschließend wird ein hochvisköser, nahezu gummiartiger Knochenzement maschinell in den Wirbelkörper eingebracht, welcher sich fächerförmig verteilt. Der Zement verteilt sich zwischen der gesunden, intakten Spongiosa, umschließt sie und richtet den Wirbel stempelartig auf.

## Indikation
Die Indikation besteht bei Wirbelbrüchen osteoporotischer (M80._8), traumatischer (S.22.0_ und/oder S32.0_) oder tumoröser (C79.5+ und M49.5_*) Pathogenese. Gehen diese mit persistenten Rückenschmerzen mit Nachweis einer Fraktur durch bildgebende Verfahren im angegebenen Bereich der Wirbelsäule einher, besteht nach der aktuellen Leitlinie des deutschen Dachverbands Osteologie die Indikation für eine frühzeitige Kyphoplastie oder alternativ für eine Vertebroplastie; allerdings erst nach 2–6 Wochen erfolgloser konservativer Behandlung.

## Technik
Der Eingriff wird typischerweise in Bauchlage unter Röntgendurchleuchtung durchgeführt. Eine Durchführung in Lokalanästhesie ist möglich, häufiger wird die Operation in Narkose durchgeführt. Dabei schläft der Patient auf dem Bauch liegend, der Rücken wird desinfiziert und mit sterilen Tüchern abgedeckt. Unter Röntgenkontrolle werden abhängig von der Technik ein oder zwei Kanülen über die Wirbelbögen in den Wirbelkörper eingebracht und anschließend das Wirbelkörperinnere für die Materialimplantation (meist Knochenzement auf PMMA-Basis) vorbereitet. Im herkömmlichen Verfahren werden dabei ein oder zwei Ballone eingeführt, mit Kontrastmittel aufgefüllt und dadurch die umliegende Spongiosa zerquetscht. Der dabei entstehende großvolumige Hohlraum wird mit normalem Knochenzement aufgefüllt. Dauer: ca. 45 Min.
Die neuere Technik der Radiofrequenz-Kyphoplastie benötigt meist nur einen Zugang zum Wirbelkörper, und im Wirbelinneren werden lediglich sehr kleine Kavitäten oder Gänge angelegt. Dies dient der gleichmäßigeren Zementverteilung sowie der Verzahnung von Wirbelkörperstruktur und Knochenzement. Der sehr hochvisköse, per Radiofrequenz aktivierte Zement wird durch eine spezielle Kanüle in das minimalinvasiv präparierte Wirbelkörperinnere eingebracht. Bei kontinuierlicher und instrumentell gesteuerter Befüllung mit 1,3 ml/min ergibt sich eine sehr gute Zementfüllung und sehr hohe Verzahnung mit der vitalen Spongiosa. Gleichzeitig erfolgt stempelartig eine weitere Aufrichtung des Wirbelkörpers. Dauer: ca. 25 Min.

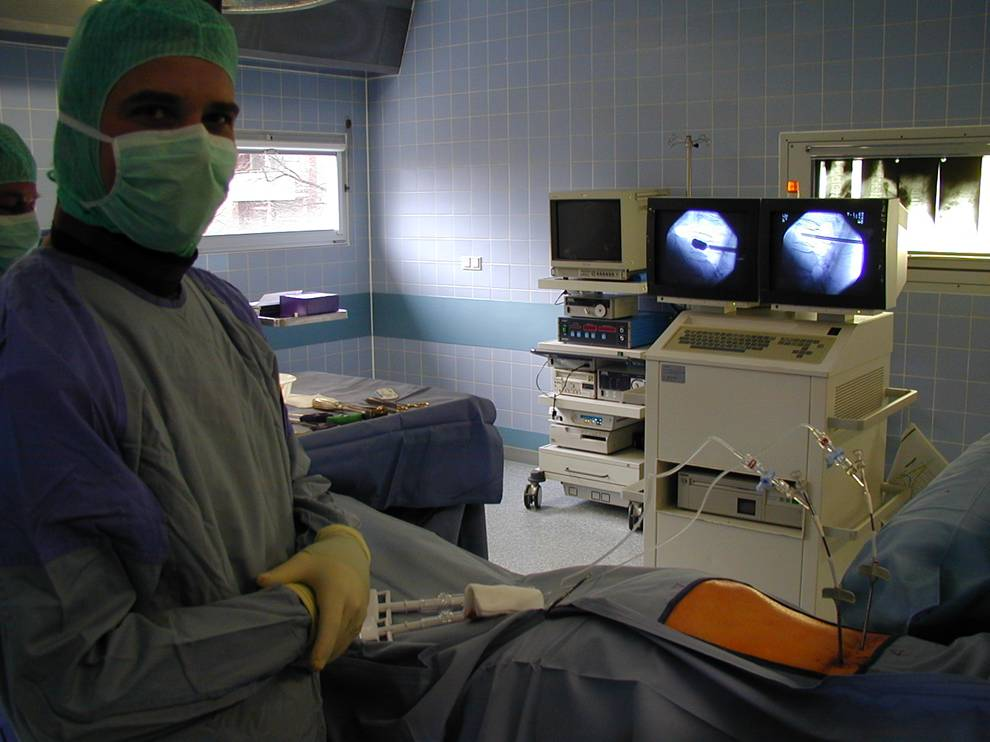
Typischer Aufbau im OP

Die Radiofrequenz-Kyphoplastie (RFK) und die ältere Ballon-Kyphoplastie (BKP) wurden in einer Studie aus dem Jahr 2012 miteinander verglichen, sowohl hinsichtlich der anhaltenden Schmerzbefreiung (gemessen mit VAS in mm, 6 Monate nach der Operation) als auch hinsichtlich der Komplikation, dass bei der Operation Zement in das umgebende Gewebe austreten kann (gemessen als Extravasat-Rate in %). Dabei erwies sich die Radiofrequenz-Technik jeweils als überlegen: 59,2 mm bzw. 6,1 %, gegenüber 73,0 mm bzw. 27,8 % bei der Ballon-Technik. Die Autoren zogen das Fazit: „Die RFK hat sich als klinisch sehr wirksames Verfahren erwiesen, das der BKP bezüglich der lang anhaltenden Schmerzlinderung überlegen ist. Hinsichtlich des Sicherheitsaspekts bietet die RFK den Vorteil eines gesichert geringeren Anteils an Zementextrusionen unter der Operation.“

## Komplikationen
Wesentliche Komplikationen einer Zementauffüllung sind ähnlich wie bei der Vertebroplastie Austritte des flüssigen Knochenzements aus dem Wirbelkörper (= 72 %). Bei der Ballon-Kyphoplastie kann durch die Formung eines Hohlraums ein etwas dickflüssigerer PMMA-Zement verwendet werden, gleichzeitig werden durch den Ballon evtl. Spalten im Knochen durch Spongiosa verdichtet, so dass insgesamt die Rate an Zementaustritten im direkten Vergleich zur Vertebroplastie geringer ist (= 27 % je Wirbelkörper; 35 % je Patient). Eine wesentliche Komplikation der sogenannten substanzzerstörenden Techniken ist Stress-Shielding. Die im Wirbelkörper verbleibenden Zementplomben verzahnen sich nur ungenügend mit dem Inneren des Wirbels und führen langfristig zu Ausschlagungen und/oder einem höheren Risiko von Anschlussfrakturen.
Die neueren, knochenerhaltenden Techniken arbeiten mit sehr hochviskösen Zementen, welche zusammenklebende Eigenschaften aufweisen und so die Austrittsrate noch weiter senken. Zudem können damit auch risikoreichere Frakturstellen behandelt werden.
In sehr seltenen Fällen kann es bei der Operation zu einer Verletzung eines benachbarten arteriellen Blutgefäßes und damit zu einer unkontrollierten Blutung in den Thoraxraum kommen.

## Nachbehandlung
Nach einer Kyphoplastie ist keinerlei Bettruhe o. ä. erforderlich, der Patient kann sofort und meist ohne große Schmerzen aufstehen und sich normal bewegen. Wie bei allen vertebralen Augmentationen wird in einigen Fällen eine kurzzeitige Korsettversorgung empfohlen, um als Mahnorthese vor übertriebenem Aktionismus (aufgrund der Schmerzfreiheit) zu schützen.